# Juan Antonio Mentxaka Lorente
Juan Antonio Mentxaka Lorente (Deusto, 3 de gener de 1963) és un exfutbolista basc, que ocupava la posició de davanter.

## Trajectòria
Es formà al futbol base de l'Athletic Club, i a continuació comença a destacar a les files del Sestao Sport Club, fins que a l'estiu de 1985 fitxa pel RCD Espanyol, amb qui debuta a la màxima categoria. És suplent a l'equip barceloní eixa campanya, i a la següent recala a la UE Figueres, que militava a la Segona Divisió.
Al quadre de l'Empordà hi és titular durant dues temporades, en les quals marca set gols en 75 partits. Eixa regularitat possibilita que l'Espanyol el recupere per a la 88/89, però de nou és suplent.
La temporada 89/90 fitxa per la Reial Societat, on qualla una bona temporada: disputa 33 partits i marca set gols. A l'any següent, disputa altres 22 partits amb els donostiarres.
El 1991 retorna a disputar la Segona Divisió al fitxar pel Reial Múrcia CF, i a l'any següent retorna al Sestao, amb el qual baixa a Segona Divisió B. En total, va disputar 78 partits i va marcar 10 gols a la màxima categoria.